# Геркулес (лігр)
Геркуле́с (англ. Hercules) — лігр (англ. liger від англ. lion — «лев» і англ. tiger — «тигр») (гібрид лева й тигриці), який в 2006 рік у був зареєстрований в Книзі рекордів Гіннеса як найбільший представник котячих з живучих на Землі.

## Особливості народження

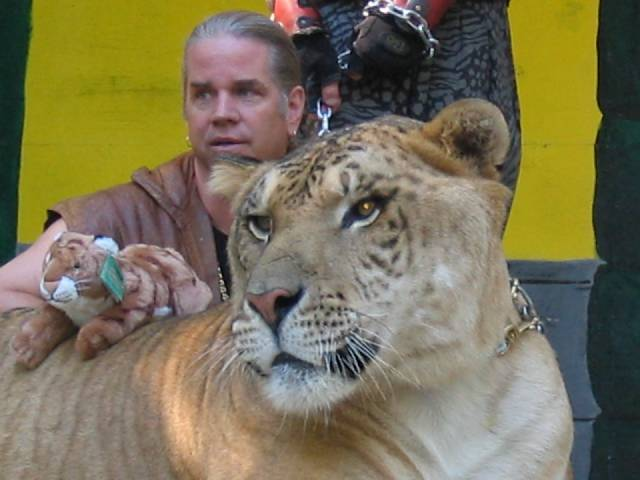
Геркулес з дресирувальником Бхагаваном Ентлом.

Геркулес народився в 2002 році в Інституті зникаючих і рідкісних видів (англ. TIGERS) в Маямі внаслідок позапланового парування лева на прізвисько Артур і тигриці Айли через те, що леви і тигри містилися в загальних великих вольєрах. Як пише доктор Бхагаван Ентл, який займається вихованням і дресируванням Геркулеса вже вісім років з самого його появи на світ, лігри з'явилися в результаті спільного утримання лева і тигриці, які вирішили, що вони подобаються один одному досить для того, щоб зробити потомство. Геркулес має відмінне здоров'я, тому передбачають, що він повинен прожити довго. Гібридизація левів і тигрів можлива тільки в умовах неволі, так як на волі вони живуть в різних регіонах і в природі один з одним не зустрічаються. Всього в світі на 2002 рік жило 12 лігрів, а в даний час їх близько 25. Проте доктор Бхагаван Ентл передбачає, що як і гібриди білого та бурого ведмедів, лігри ймовірно з'являлися в дикій природі тисячі років. Через великий проміжок часу в результаті зменшення популяцій левів і тигрів ареали їх поширення в даний час не збігаються.
Мордою Геркулес нагадує батька-лева, а на тілі помітні смуги, як у матері-тигриці. На відміну від батька-лева у Геркулеса відсутня грива, як і у більшості самців-лігрів. Від матері Геркулес успадкував здатність швидко бігати і вміння плавати. Хоча батьки Геркулеса вважаються найбільшими дикими кішками, Геркулес, будучи гібридом лева і тигра, розмірами значно перегнав мати і батька. Своїм ростом Геркулес поступається лише Судану, іншому лігру, зріст якого трохи менше 4 м, і який на сьогоднішній день вважається найбільшою кішкою в світі. Величезний розмір лігрів обумовлений гетерозисом. Потрібно декілька років, перш ніж лігр досягне повного розміру. Геркулес користується великою популярністю як у США, так і в усьому світі.

## Фізичні дані

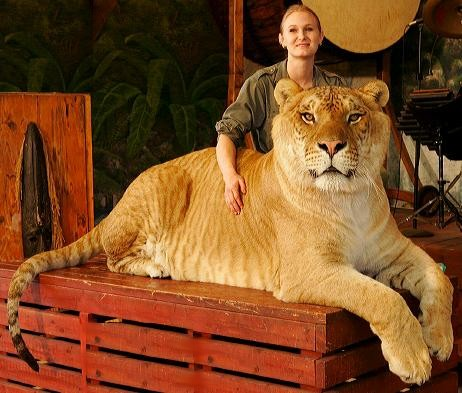
Всі 400 кг Геркулеса на представленні в парку «Джангл Айленд».

У той час як ріст лева може досягати 2,8 м, ріст Геркулеса, коли він стоїть на задніх лапах, становить 3,7 м. Будучи самцем лігри, він в два рази більше звичайного лева і в двадцять разів сильніше середнього людини. Геркулес важить більше 400 кг при тому, що це жвава кішка велетенських розмірів, яка не страждає від ожиріння. Геркулес може розвинути швидкість до 80 км/год, хоча зазвичай у нього не виникає такої необхідності. Геркулес щодня з'їдає понад 9 кг конини, яловичини або курятини, а за один раз він може з'їсти близько 4,5 кг м'яса. За словами Бхагавана Ентла, Геркулес може з'їдати і 45 кг м'яса на добу, і якби йому давали стільки їжі, його маса досягла б 700 кг, але при цьому він не зміг би нормально пересуватися.
Геркулес занесений до Книги рекордів Гіннеса (2006 рік) як найбільший представник котячих з живучих на Землі. У цій книзі йому присвячена окрема сторінка. Можливо, існують більші лігри, які  страждають ожирінням, ніж Геркулес, але в Книгу рекордів занесений саме він, стрункий і здоровий.

## Виступи
Геркулес мешкає в інтерактивному тематичному парку розваг «Джангл Айленд», розташованому на острові Уотсона в центрі Маямі і щодня бере участь у виставі «Казка тигра» разом з дресирувальником Бхагаваном Ентлом — засновником і директором Інституту зникаючих і рідкісних видів (англ. TIGERS - The Institute of Greatly Endangered and Rare Species) і Фонду рідкісних видів (англ. RSF - The Rare Species Fund).
Геркулес брав участь у багатьох телевізійних шоу, таких як «Today Show», "Good Morning America «і» Inside Edition ". Разом з тим, як зазначає автор повідомлення на сайті Інституту зникаючих і рідкісних видів, лігри не є ручними, вони можуть і вкусити, і навіть вбити та з'їсти кого-небудь при певному збігу обставин.
У січні 2010 рік а Геркулес брав участь в заходах з нагоди святкування вторгнення британської музики в США в 1960-х роках, які проводилися в Фрістайл Мьюзік Парку в Міртл-Біч у Південній Кароліні, де були створені макети культових місць Лондона. Геркулес з живим інтересом поставився до незвичайній обстановці.

## Фотографії Геркулеса в Інтернеті
- Фотографія Геркулеса в статті про Геркулеса, написана Томом Филипсом в «Метро» — Tom Phillips. Hercules the liger - putting the 'very very big cat' back in 'big cat' (англ.). Metro. Архів оригіналу за 14 квітня 2012. Процитовано 23 лютого 2010.
- Фотографії Геркулеса з «сім'єю» — дресирувальниками, лігрятами, братами і сестрами — Liger - The World's Biggest Cat (англ.). Архів оригіналу за 14 квітня 2012. Процитовано 23 лютого 2010.
- Підбірка фото Геркулеса Фото Геркулеса [Архівовано 19 жовтня 2014 у Wayback Machine.]